# Słowackie powstanie narodowe

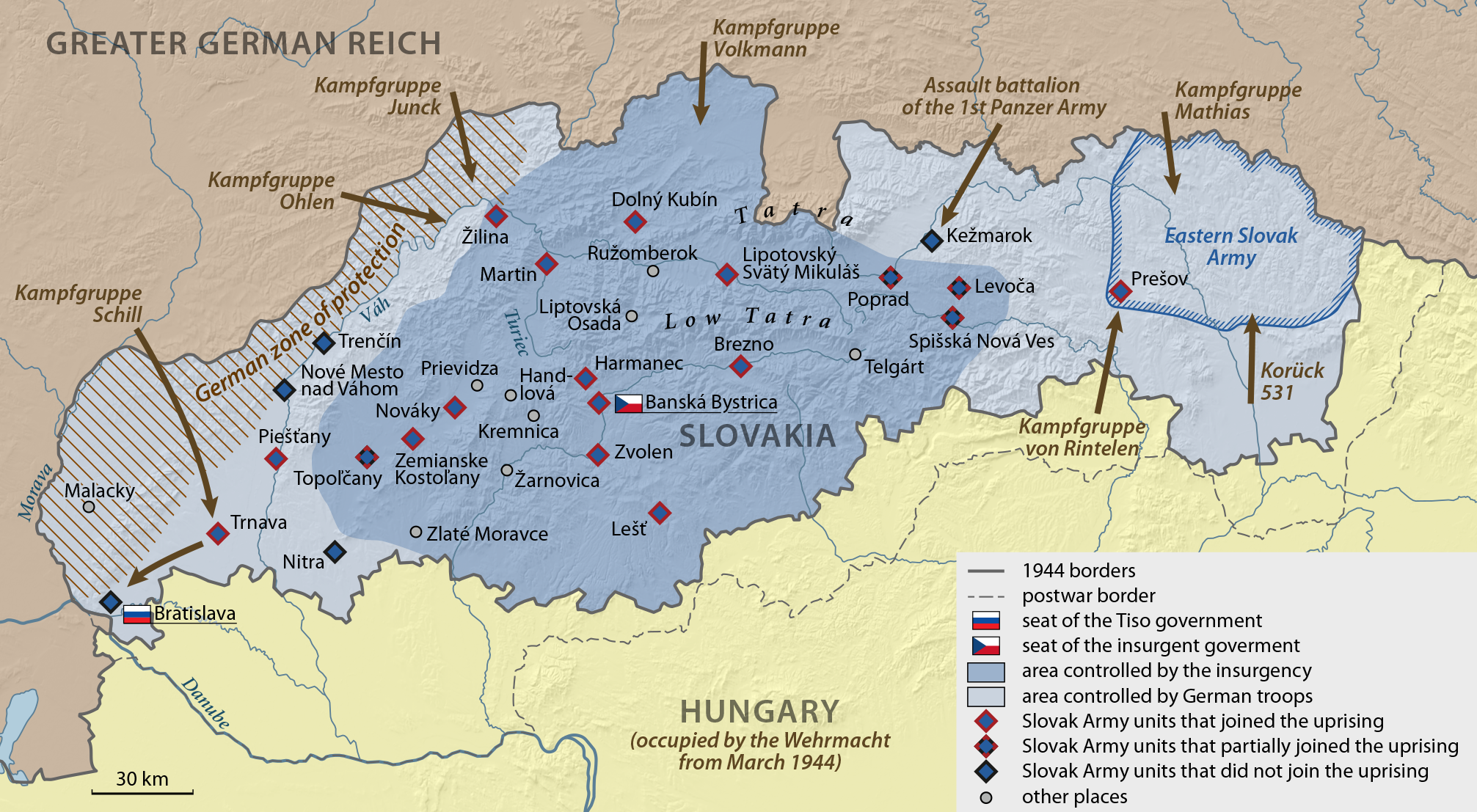
Sytuacja w pierwszych dniach słowackiego powstania narodowego

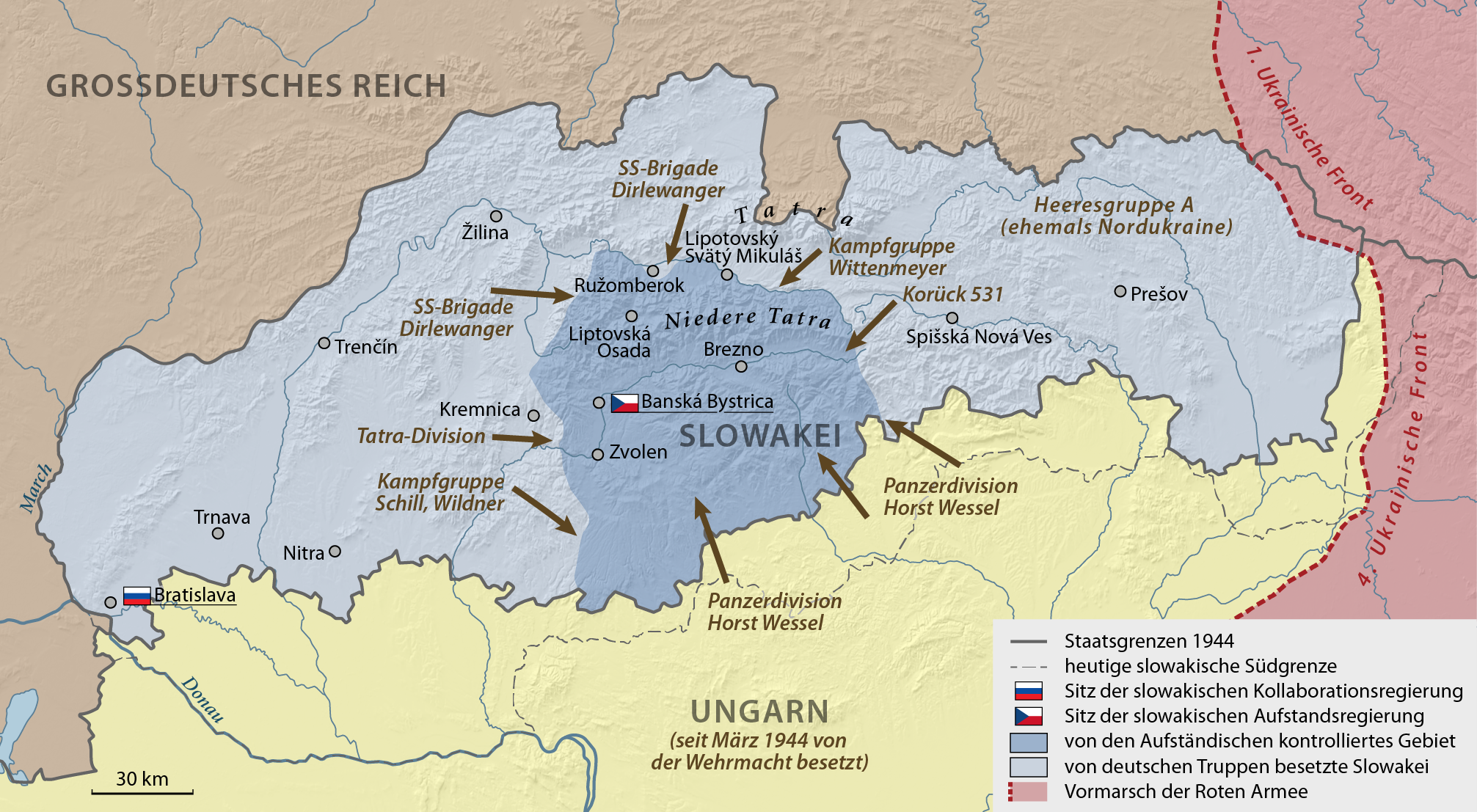
Kontrofensywa niemiecka

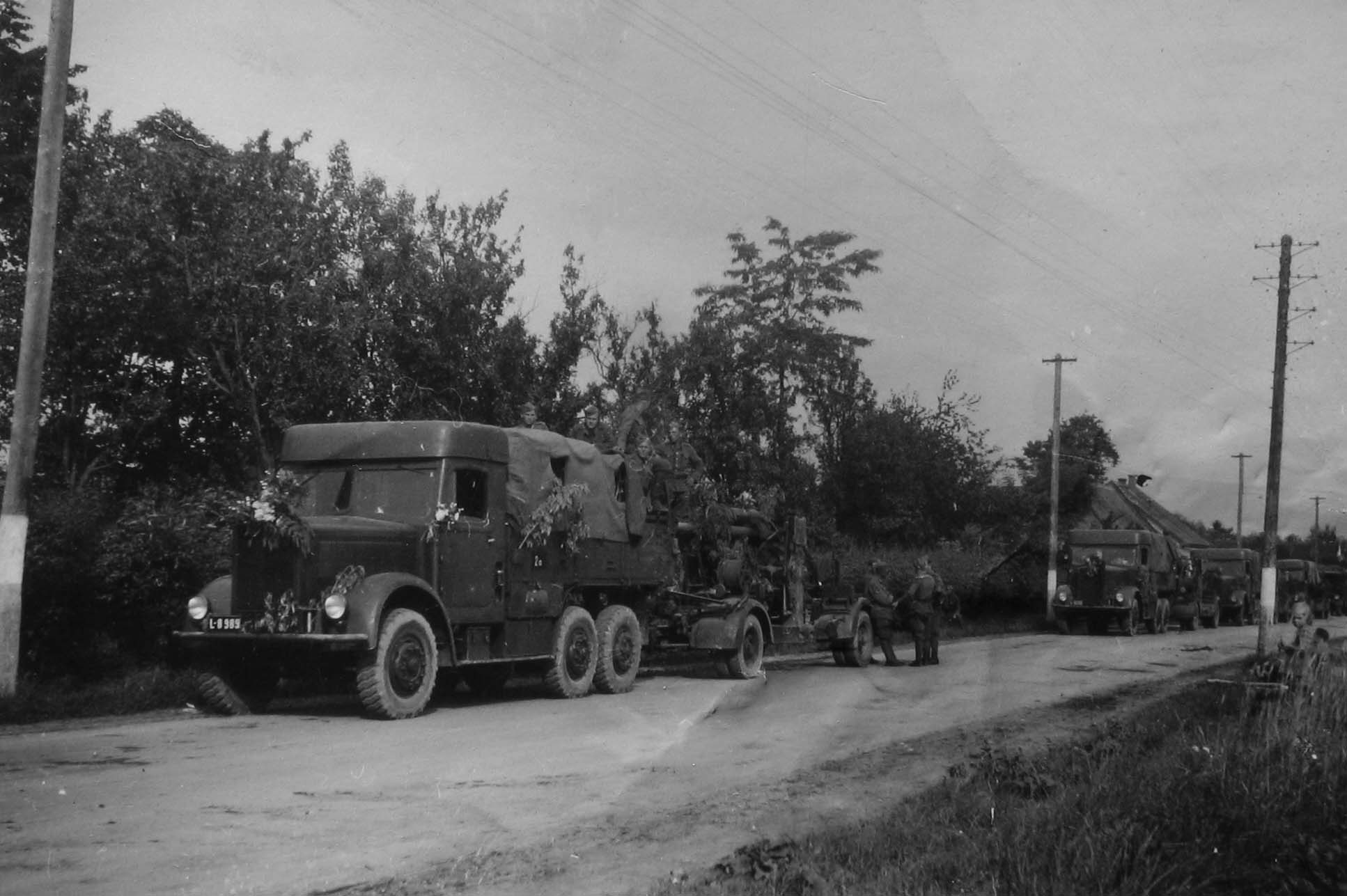
Konwój wojsk powstańczych w Kelemešu (dzisiaj przedmieścia Preszowa)

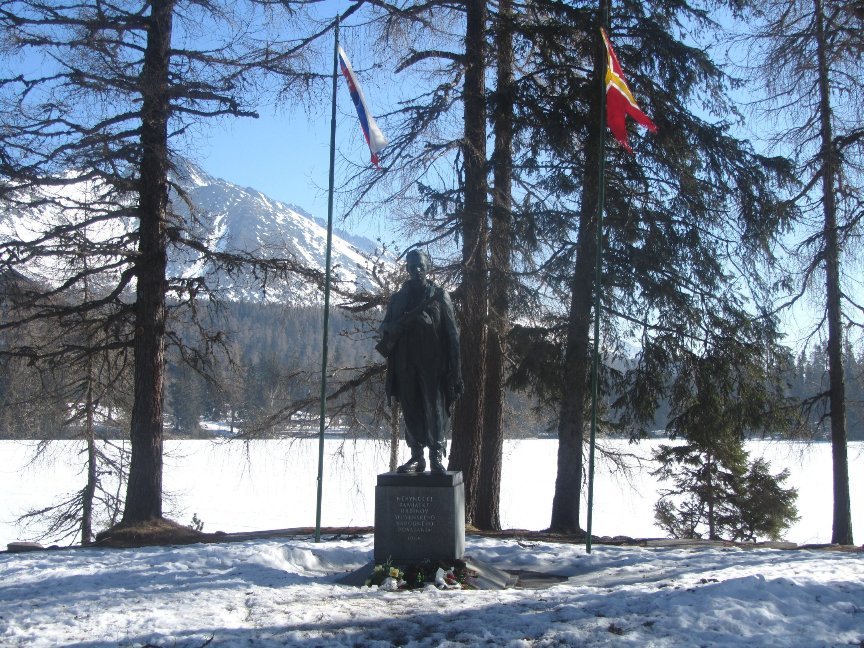
Pomnik bohaterów słowackiego powstania narodowego nad Szczyrbskim Jeziorem

Słowackie powstanie narodowe (słow. Slovenské národné povstanie) – skierowane przeciw III Rzeszy powstanie na terenie Słowacji, trwające od 29 sierpnia do 28 października 1944 roku.

## Przebieg powstania
Pierwsze pomysły o zmianie sojuszu pojawiły się w niektórych kręgach związanych ze słowackim Ministerstwem Obrony Narodowej już jesienią 1943 roku. W związku z niepowodzeniami Niemców i zbliżającą się Armią Czerwoną konspiratorzy w wojsku nawiązali kontakty z czechosłowackim rządem na uchodźstwie, który utrzymywał dobre relacje z władzami ZSRR. Latem 1944 roku na Słowacji pojawiły się sowieckie oddziały partyzanckie. Pozbawione dostaw zaopatrzenia z zewnątrz utrzymywały się m.in. z rabunków na słowackich instytucjach i ludności. Atakowane były także składy żywności, linie telefoniczne i urzędy. Szczególnie aktywne były w okolicach pasma górskiego Niżne Tatry, na co zareagowały władze słowackie wydając 9 sierpnia rozkaz działań antypartyzanckich, a 12 sierpnia wprowadzając stan wyjątkowy.
Samo powstanie zostało poprzedzone napadem jednej z komunistycznych grup partyzanckich i egzekucją członków niemieckiej misji wojskowej ewakuującej się z Rumunii (zginęły także kobiety i dzieci). Partyzanci napadli również na obóz w okolicach Rużomberka, gdzie przebywały m.in. dzieci ze zbombardowanych miast niemieckich. Przyspieszyło to wkroczenie na teren Słowacji wojsk niemieckich, których do tej pory w niej nie było.
Z inicjatywy konspiracyjnej Słowackiej Rady Narodowej w obliczu ofensywy Armii Czerwonej i wkroczenia do Słowacji Wehrmachtu, który chciał rozbroić armię słowacką, 29 sierpnia o godzinie 20 podpułkownik Ján Golian (szef sztabu generalnego wojsk lądowych armii słowackiej, a jednocześnie dowódca konspiracyjnego Centrum Wojskowego na Słowacji) wydał wszystkim jednostkom armii słowackiej umówiony sygnał do rozpoczęcia powstania antyniemieckiego rozkazem zacznijcie wypędzanie.
Dowódcą wojskowym powstania został podpułkownik (5 września mianowany generałem) Golian, a 6 października przerzucony z Londynu przez terytorium ZSRR generał dywizji Rudolf Viest. Najwyższą władzą w powstaniu była Słowacka Rada Narodowa, na czele której we wrześniu 1944 stanęli jako współprzewodniczący profesor Vavro Šrobár i Karol Šmidke. Powstańczą stolicą – siedzibą władz politycznych i sztabu wojskowego powstania – została, opanowana 30 sierpnia, Bańska Bystrzyca. Walki toczyły się głównie w środkowej części kraju i na obszarach górskich – wbrew zamierzeniom dowódców powstanie nie objęło całej Słowacji, a zwłaszcza Bratysławy. Powstanie objęło obszar około 20 tysięcy km², zamieszkany przez 1,7 miliona ludzi. Powstańcom nie udało połączyć się z Armią Czerwoną i Czechosłowackim Korpusem Armijnym, powstrzymanymi na Przełęczy Dukielskiej, zaś Niemcy rozbroili trzon armii słowackiej – 2 dywizje piechoty stacjonujące w północno-wschodniej Słowacji, które miały obsadzić Przełęcz Dukielską, kluczową dla połączenia się z Armią Czerwoną.
Oddziały partyzanckie liczyły około 18 tysięcy osób, zaś armia słowacka po mobilizacji około 46 tysięcy żołnierzy. Oddziały te utworzyły 1 Armię Czechosłowacką. Powstańcy uzyskali wsparcie z ZSRR – na tereny opanowane przez powstańców przerzucona została 2 Czechosłowacka Samodzielna Brygada Desantowa oraz czechosłowacki pułk lotnictwa, który wylądował na zajętym przez nich lotnisku Tri Duby (między Bańską Bystrzycą a Zwoleniem). Oddziały partyzanckie otrzymywały wsparcie w postaci zrzutów broni i wyposażenia oraz siły ludzkiej. Szacuje się, że powstańcy dysponowali 46 tysiącami karabinów, 4 tysiącami pistoletów maszynowych, 2700 karabinami maszynowymi, 200 działami i moździerzami, 24 czołgami, 4 działami pancernymi, 3 improwizowanymi pociągami pancernymi i pułkiem lotnictwa liczącym 34 samoloty. Około 1/4 żołnierzy 1 Armii Czechosłowackiej nie miała broni. Siły powstańcze podzielone były na 6 grup taktycznych.
Oddziały niemieckie pacyfikujące powstanie (2 dywizje grenadierów ludowych, 14 i 18 dywizje Waffen-SS, 36 Dywizja Grenadierów SS Dirlewanger i inne mniejsze oddziały, w tym Sonderkommando 7a Gerharda Basta) dowodzone przez SS-Obergruppenführera Hermanna Höfle liczyły około 48 tysięcy żołnierzy. W walkach po stronie III Rzeszy brały także udział oddziały słowackiej Gwardii Hlinkowej, SS-Jagdgruppe 232 Slowakei, Abwehrgruppe 218. Jednym z pierwszych miast zajętych przez Niemców była Żylina, natomiast dużym sukcesem powstańców było zdobycie wsi Telgárt (3–5 września 1944). Dzięki dużej przewadze w uzbrojeniu i wyszkoleniu siły niemieckie zdobyły Bańską Bystrzycę 27 października oraz Zwoleń (26–27 października). W końcu października w miejscowości Donovaly odbyło się ostatnie posiedzenie Słowackiej Rady Narodowej i Sztabu 1 Armii Czechosłowackiej. Dowództwo powstania wydało rozkaz przejścia do działań partyzanckich, a walki regularnej armii ostatecznie ustały 1 listopada. Dowódcy powstania, generałowie Golian i Viest, po wzięciu do niewoli, zostali wywiezieni do niemieckiego obozu koncentracyjnego KL Flossenbürg i tam w 1945 zamordowani. Żołnierze armii słowackiej w większości poszli do niewoli lub rozproszyli się, część została wysłana na roboty przymusowe.
Nowe dowództwo powstania przeniosło się w Niżne Tatry, gdzie na początku listopada 1944 r., w zamknięciu Doliny Łomnistej, utworzono siedzibę Sztabu Głównego wojsk powstańczych. Oddziały partyzanckie również wycofały się w góry, gdzie w odludnych dolinach, w trudnych warunkach nadchodzącej zimy, budowały swe ziemianki i obozy. Niemieckie akcje odwetowe i walki partyzanckie trwały aż do opanowania terenów Słowacji przez Armię Czerwoną i I Czechosłowacki Korpus Armijny wiosną 1945 r.
30 października 1944 w zdobytej przez Niemców powstańczej stolicy Bańskiej Bystrzycy prezydent Republiki Słowackiej Jozef Tiso odprawił mszę dziękczynną z okazji zdławienia powstania. Następnie, po uroczystej defiladzie, udekorował wysokimi odznaczeniami niemieckich żołnierzy biorących udział w tłumieniu powstania, wyrażając im głęboką wdzięczność. Obrońcy słowackiego prezydenta dowodzą, że taka reakcja była polityczną ceną za łagodne potraktowanie większości wziętych do niewoli powstańców.
W powstaniu (oprócz Słowaków) brali udział przedstawiciele 27 narodowości m.in. 4 tysiące obywateli ZSRR, 3 tysiące Czechów, 800 Węgrów, 250 Polaków, a także Francuzi, Jugosłowianie, Bułgarzy.